# モハマド・ハクプール
モハマド・ハクプール（ペルシア語: محمد خاکپور、1969年2月20日 - ）は、イランの元サッカー選手、現サッカー指導者。元イラン代表。現役時代のポジションはDF。U-23サッカーイラン代表監督を務めた。

## 選手歴

### クラブ
パス・テヘランFCで選手となった後、ヒルズィに所属した。1995年にはシンガポールのゲイラン・インターナショナルFCに移籍し、1996年にトルコのヴァン・ビュユクシェヒル・ベレディイェスポルに移籍した。1997年から1999年にかけてはイランに戻りバフマンFCに所属、その後ニューヨークに渡りメトロスターズに所属して選手を引退した。

### 代表
イラン代表として1989年に初出場して以来、選手引退の2000年まで出場した。また、1998 FIFAワールドカップに参加した。

## 監督歴

### 監督以前
選手引退後はカリフォルニア州に居住し、MKサッカークラブと云うクラブを興した。
2006年8月には国家A級ライセンスを取得し、フーラードFCのアシスタントコーチとしてモハマド・マイェリ・コハン監督の下働いた。しかしマイェリ・コハンがクラブを去ると彼も失職した。因みにマイェリ・コハンと彼の間にはAFCアジアカップ1996で監督と選手と云う関係で共に戦った過去がある。

### スティール・アジンFC
2010年12月1日にはスティール・アジンFCの監督に就任するも、2011年3月3日付で辞職した。 

### U-23代表
その後イランU-23代表のテクニカルマネージャーに就任した彼は2014年12月16日に監督に昇格した。彼はU-23西アジアサッカー選手権2015でチームを優勝に導いた。2016年1月24日、AFC U-23選手権2016終了をもって契約が満了したが、アリ・カファシアンがこの契約を更新する意向が協会には無い事を発表した。

## 代表歴

### 出場大会
- イラン代表
  - 1998 FIFAワールドカップ

### 試合数
- 国際Aマッチ 50試合 2得点（1989年-2000年）[4]

| イラン代表 | 国際Aマッチ | 国際Aマッチ |
| 年         | 出場        | 得点        |
| ---------- | ----------- | ----------- |
| 1989       | 1           | 0           |
| 1990       | 0           | 0           |
| 1991       | 0           | 0           |
| 1992       | 1           | 0           |
| 1993       | 10          | 0           |
| 1994       | 0           | 0           |
| 1995       | 0           | 0           |
| 1996       | 6           | 0           |
| 1997       | 17          | 0           |
| 1998       | 14          | 2           |
| 1999       | 0           | 0           |
| 2000       | 1           | 0           |
| 通算       | 50          | 2           |

## 監督成績
2016年1月22日現在
| クラブ          | 就任日     | 退任日    | 戦績 | 戦績 | 戦績 | 戦績 | 戦績 | 戦績 | 戦績 | 戦績   |
| クラブ          | 就任日     | 退任日    | 試   | 勝   | 分   | 敗   | 得   | 失   | 特失 | 勝率   |
| --------------- | ---------- | --------- | ---- | ---- | ---- | ---- | ---- | ---- | ---- | ------ |
| イラン U-23代表 | 2014年12月 | 2016年1月 | 23   | 17   | 3    | 3    | 60   | 18   | +42  | 073.91 |

## タイトル

### 監督
- U-23西アジアサッカー選手権: 2015